# پارادوکس قدرت مطلق
پارادوکس‌های قدرت مطلق، پارادوکس‌هایی در ارتباط با کارهایی هستند که یک قادر مطلق (خدا) می‌تواند انجام دهد.

## پارادوکس سنگ
مشهورترین تقریر از دستهٔ پارادوکس‌های قدرت مطلق، به نام پارادوکس سنگ این چنین بیان می‌شود:
آیا یک وجود قادر مطلق می‌تواند سنگی بسازد آن چنان سنگین که خودش نتواند آن را بلند کند؟

اگر نمی‌تواند؛ قادر مطلق نیست.

اگر می‌تواند؛ چون نمی‌تواند آن را بلند کند؛ قادر مطلق نیست.
این پارادوکس معمولاً جهت تبیین نامحتملی وجود خدای قادر مطلق کاربرد دارد که البته انتقاداتی هم نسبت به این پارادوکس وارد شده است.

## تقریرهای مشابه
آیا خدا می‌تواند:
- همهٔ دنیا را در یک تخم مرغ قرار دهد، بدون بزرگ کردن تخم مرغ یا کوچک کردن دنیا؟
- موجودی دیگر درست مثل خودش خلق کند؟
- خودش را نابود کند؟
- قدرت خودش را محدود کند؟
- من را خدا کند؟[۱][۳]
- آیا خدا می‌تواند دو دو تا را پنج‌تا (۲ × ۲ = ۵) کند؟

## نقدها
به باور فیلسوفان و متکلمین مسلمان، قدرت خدا به اموری تعلق می‌گیرد که امکان تحقق داشته باشند. از این رو آنچه ذاتاً ممتنع یا مستلزم امتناع و محال است، متعلق قدرت نخواهد بود. چنین اموری در دایره شی قرار نمی‌گیرند تا متعلق قدرت الهی باشند؛ بنابراین امور محال (همچون نمونه‌های بالا) متعلق قدرت الهی قرار نمی‌گیرند و عدم پیدایش این امور به علت محدودیت قدرت الهی نیست؛ یعنی قدرت خدا به محالات ذاتی تعلق نمی‌گیرد و این هیچ محدودیتی برای قدرت الهی پدیدنمی‌آورد؛ زیرا این امور قابلیت ایجاد ندارند. قدرت خدا به امور قابل تحقق تعلق می‌گیرد و در هر حال فاعل کامل است اما این امور در درون خود ضعف و عجز دارند؛ یعنی قدرت به محالات ذاتیه تعلق نمی‌گیرد.